# Barano d’Ischia
Barano d’Ischia község (comune) Olaszország Campania régiójában, Nápoly megyében.

## Fekvése
Ischia szigetének nyugati részén fekszik. Határai: Casamicciola Terme, Ischia és Serrara Fontana.

## Története
Barano neve először 1374-ben bukkan fel Bartolomeo Bussolaro püspök írásaiban. A történészek szerint azonban már 1270 körül létezett Eramo néven. A név jelentésének értelmezése körül is viták folynak: egyes történészek szerint jelentése a latin balneum szóból eredeztetik nevét (jelentése üdülőhely), ami arra enged következtetni, hogy már a rómaiak idejében ismert vidék, üdülőhely volt. Az ókori görög-római település emlékei Apollón templomának maradványai. A település 1862-ben vált önálló községgé.

## Népessége
A népesség számának alakulása:

## Főbb látnivalói
- Szaracén torony – az 1400-as években építették a szaracén kalózok elleni védelem biztosítására.
- Vízvezeték – az 1500-as években építették, hogy vízzel lássák el a települést
- San Sebastiano-templom – a 16. században épült
- San Giovanni Battista-templom – a 16. században épült
- Santa Maria della Porta templom – a 18. században épült

## Gazdasága
Gazdaságát elsősorban a mezőgazdaság és turizmus jelenti. Területének nagy részét szőlőültetvények borítják. Borait már a Nápolyi Királyság idején nagyraértékelték, sőt exportálták is, főleg Franciaországba. A legfőbb turisztikai vonzereje a több kilométer hosszú Maronti-part (olaszul Spiaggia di Maronti). Termálvizű forrásai közül a legismertebb a Nitrodi-kút, amelyet már a rómaiak használtak.